# Presidencia de la Nación Argentina
En Argentina, la Presidencia de la Nación está integrada por el presidente de la Nación y los organismos y personal más cercanos.
Entre estos últimos se destacan por su importancia política, la Secretaría General de la Presidencia, la Secretaría Legal y Técnica, la Secretaría de Comunicación y Prensa, la Secretaría de Inteligencia de Estado y la Sindicatura General de la Nación.

## Presidencia de la Nación
El presidente de la Nación Argentina es el jefe de Estado, jefe de Gobierno y titular del Poder Ejecutivo Nacional, responsable político de la administración general de la República Argentina y comandante en jefe de las Fuerzas Armadas. El actual presidente, Javier Milei, de La Libertad Avanza, tomó posesión el 10 de diciembre de 2023.
Entre otros poderes y responsabilidades, el artículo 99 de la Constitución de la Nación Argentina encarga al presidente «expedir las instrucciones y reglamentos que sean necesarios para la ejecución de las leyes»; hace del presidente el comandante en jefe de las Fuerzas Armadas, lo autoriza a nombrar funcionarios ejecutivos y judiciales (estos últimos con acuerdo del Senado), lo sitúa al frente de la política exterior de Argentina, le permite conceder indultos o moratorias, promulgar o vetar leyes, introducir legislación mediante decretos de necesidad y urgencia (sujetos a control parlamentario) y declarar con ciertas condiciones, el estado de sitio y la intervención federal de las provincias. Debido a la naturaleza federal de la República Argentina, el presidente de la Nación no puede ejercer las facultades que la Constitución asigna a los gobernadores de las provincias, ni las facultades no delegadas por las provincias a la Nación. Algunas de las facultades presidenciales son concurrentes con los gobernadores provinciales y de la Ciudad de Buenos Aires, como la educación no primaria, la salud, la política ambiental y laboral, y los impuestos internos.
Es elegido en conjunto con la persona que ocupará el cargo de vicepresidente, mediante sufragio directo, secreto y obligatorio, con posibilidad de una segunda vuelta electoral para un mandato de cuatro años. Desde la reforma de la Constitución Argentina de 1994 el mandatario tiene la posibilidad de una reelección inmediata, pudiendo repetir el mandato después de transcurrido un período. En caso de ausencia del país, enfermedad, muerte, destitución o renuncia de un presidente, el vicepresidente asume la Presidencia.
El cargo fue creado por la Constitución de 1853, pero con anterioridad hubo algunas autoridades constitucionales que llevaron el mismo título, aunque con diferentes funciones debido a su estructura unitaria. Hasta 1947 no estaba permitido que la presidencia fuera ejercida por mujeres. 
Entre 1853 y 2023, veintiséis personas fueron elegidas para la Presidencia, de las cuales solo una fue mujer: Cristina Fernández de Kirchner Otras siete personas fueron elegidas como vicepresidentes y ocuparon la Presidencia por muerte o enfermedad de los titulares: una de ellas fue mujer, María Estela Martínez de Perón. Siete presidentes constitucionales fueron derrocados -seis entre 1930 y 1976- (Pedernera, Yrigoyen, Castillo, Perón, Frondizi, Illia, Martínez de Perón)- y dos electos renunciaron libremente (Alfonsín y De la Rúa). Cuatro ciudadanos asumieron el cargo por causa de acefalía de la Presidencia y la Vicepresidencia, siguiendo las pautas legales de sucesión (Guido, Lastiri, Rodríguez Saá y Duhalde).
Doce personas usurparon el poder por la fuerza con el título de «presidente», pero con las suma de los poderes legislativos y ejecutivos nacional y provinciales, y en algunos casos ejerciendo también el poder constituyente.
La primera persona que ejerció el poder ejecutivo con el título de «presidente de las Provincias Unidas del Río de la Plata» fue Bernardino Rivadavia en 1826, pero bajo un régimen unitario y una legislación cuestionada. Después de su renuncia desapareció el cargo en la legislación argentina hasta que en 1853 fue restablecido por una nueva constitución, en el marco de un régimen federal y un sistema electoral con escasa participación popular. Justo José de Urquiza fue el primer elegido de acuerdo con el nuevo régimen y desempeñó el cargo como «presidente de la Confederación Argentina», al igual que su sucesor, Santiago Derqui, quien luego de las reformas constitucionales de 1860 asumió como «presidente de la Nación Argentina», título vigente hasta la fecha. 

## Vicepresidencia de la Nación
El vicepresidente o vicepresidenta de la Nación Argentina es un alto funcionario o funcionaria de la República Argentina que integra la fórmula electoral acompañando al ciudadano que resulta elegido presidente de la Nación Argentina, y cuya función principal es reemplazarlo en caso de ausencia temporaria, o en caso de ausencia definitiva por incapacidad, muerte o renuncia. En la historia argentina, han existido también vicepresidentes de facto, impuestos como resultado de golpes de Estado, aunque no todos los gobiernos encabezados por presidentes de facto contaron con la presencia de un vicepresidente.
Dentro de la Constitución de la Nación Argentina, en su segunda parte, el vicepresidente figura como funcionario del poder ejecutivo. Sin embargo, funciona como un nexo entre los poderes ejecutivo y legislativo, ya que a la vez preside el Senado de la Nación y la Asamblea Legislativa, puesto que abandona cuando le corresponde ocupar la titularidad del poder ejecutivo.

## Gabinete de la Nación
En Argentina, el gabinete es el conjunto de ministerios y secretarías. Los ministerios son organismos del poder ejecutivo del Estado de más alta jerarquía, inmediatamente por debajo del presidente de la Nación Argentina en el caso del gobierno nacional, y de los gobernadores en el caso de las provincias, y del jefe de Gobierno de la Ciudad de Buenos Aires, en el caso de la Ciudad Autónoma de Buenos Aires.
El jefe de gabinete, nombrado por el presidente, ejerce la administración general del país y junto con los demás ministros, refrenda y legaliza los actos del presidente por medio de su firma, sin cuyo requisito carecen de eficacia.
Cada ministerio está dirigido por un ministro, que es libremente elegido y removido por el titular del Poder Ejecutivo. A su vez, cada ministerio está integrado por secretarías, subsecretarías y direcciones nacionales o generales, que constituyen cargos políticos bajo dependencia jerárquica del ministro y son designados por este o por el titular del Poder Ejecutivo por recomendación del ministro. Debajo de las direcciones nacionales o generales, se encuentra la jerarquía de carrera: direcciones, departamentos, divisiones y secciones. A su vez, bajo la órbita de los ministros, se suelen ubicar organismos descentralizados o autárquicos y otro tipo de agencias estatales bajo regímenes especiales.
Las secretarías presidenciales se dividen en la Secretaría General de la Presidencia, la Secretaría Legal y Técnica y la Secretaría de Comunicación y Prensa.

## Organización
Actualmente la Presidencia de la Nación está constituida por la Secretaría General, la Casa Militar, la Secretaría Legal y Técnica, la Secretaría de Comunicación y Prensa y la Secretaría de Asuntos Estratégicos.
En 1943, por decreto del Poder Ejecutivo (PEN) n.º 15 074 del 27 de noviembre de 1943 firmado por el presidente de facto Ramírez, se creó la Secretaría de Trabajo y Previsión, dependiente de Presidencia.
Por decreto n.º 610 del 19 de junio de 1946, el presidente Juan Domingo Perón creó la Secretaría de Asuntos Técnicos, como organismo sucesor del Consejo Nacional de Posguerra. Posteriormente, y luego de la reforma constitucional de 1949, esta secretaría fue convertida en ministerio. A partir del 31 de diciembre de 1949, el Ceremonial de Estado pasó a depender de la Presidencia (a través del Ministerio de Asuntos Técnicos).
En el mismo año, se crearon las Secretarías de Economía y de Finanzas (decretos n.º 1143 y n.º 1144 respectivamente), ambas dependientes de la Presidencia. Ambos secretarios tenían jerarquía de ministro.
En 1954 el Ministerio de Asuntos Técnicos fue rebajado a secretaría (ley n.º 14 303) y finalmente en 1956 el general Pedro Eugenio Aramburu la eliminó por decreto n.º 6122.
En 1974, por decreto n.º 1718 del 5 de junio de 1974 del presidente Perón, se fusionaron las Secretarías General y de Gobierno en una Secretaría General de Gobierno.
El 22 de abril de 1976 la Secretaría de Prensa y Difusión pasó a denominarse Secretaría de Información Pública (decreto n.º 162).
Por decreto n.º 22 del 22 de diciembre de 1981 del presidente de facto Leopoldo Fortunato Galtieri, se modificó el gabinete; y se creó la Secretaría de Cultura, dependiente de la Presidencia. En 1983 pasó a depender del Ministerio de Educación y Justicia (decreto n.º 15). En 2002 volvió a la Presidencia (decreto n.º 355). Pasó a constituir un ministerio en 2015.

### Organismos dependientes
Del área Presidencial además de las secretarías presidenciales, también dependen varios organismos descentralizados.
En 1972, por ley n.º 19 798 del 22 de agosto de ese año del presidente de facto Alejandro Agustín Lanusse, se creó el Comité Federal de Radiodifusión (COMFER), dependiente de la Presidencia.
En 1992, por ley n.º 24 156, sancionada el 30 de septiembre de 1992 y promulgada el 26 de octubre del mismo año (publicada el 29 de octubre), se crearon la Sindicatura General de la Nación (SIGEN) y la Auditoria General de la Nación (AGN). La sindicatura general se encarga del control interno del Poder Ejecutivo y la auditoria general del control externo.
Los organismos descentralizados que dependen directamente de la Presidencia de la Nación son:
- Sindicatura General de la Nación (SIGEN)
- Autoridad Regulatoria Nuclear (ARN)
- Biblioteca Nacional
- Fondo Nacional de las Artes (FNA)
- Instituto Nacional de Cine y Artes Audiovisuales (INCAA)
- Administración General de Museos y Archivo Presidencial
- Teatro Nacional Cervantes
- Instituto Nacional del Teatro
- Instituto Nacional “Juan D. Perón” de Estudios e Investigaciones Históricas, Sociales y Políticas
- Instituto Nacional Yrigoyeneano
- Cinemateca y Archivo de la Imagen Nacional
- Ballet Nacional
- Ente Nacional de Comunicaciones (ENaCom) ex Autoridad Federal de Servicios de Comunicación Audiovisual (AFSCA), ex Comité Federal de Radiodifusión (ComFeR)

El Poder Ejecutivo Nacional es el nombre que recibe el órgano ejecutivo del Estado Argentino. Se trata de un órgano unipersonal y piramidal que se encuentra en cabeza del Presidente de la Nación Argentina, funcionario que debe ser elegido cada cuatro años por voto Secreto, Universal y Obligatorio.

## Sede

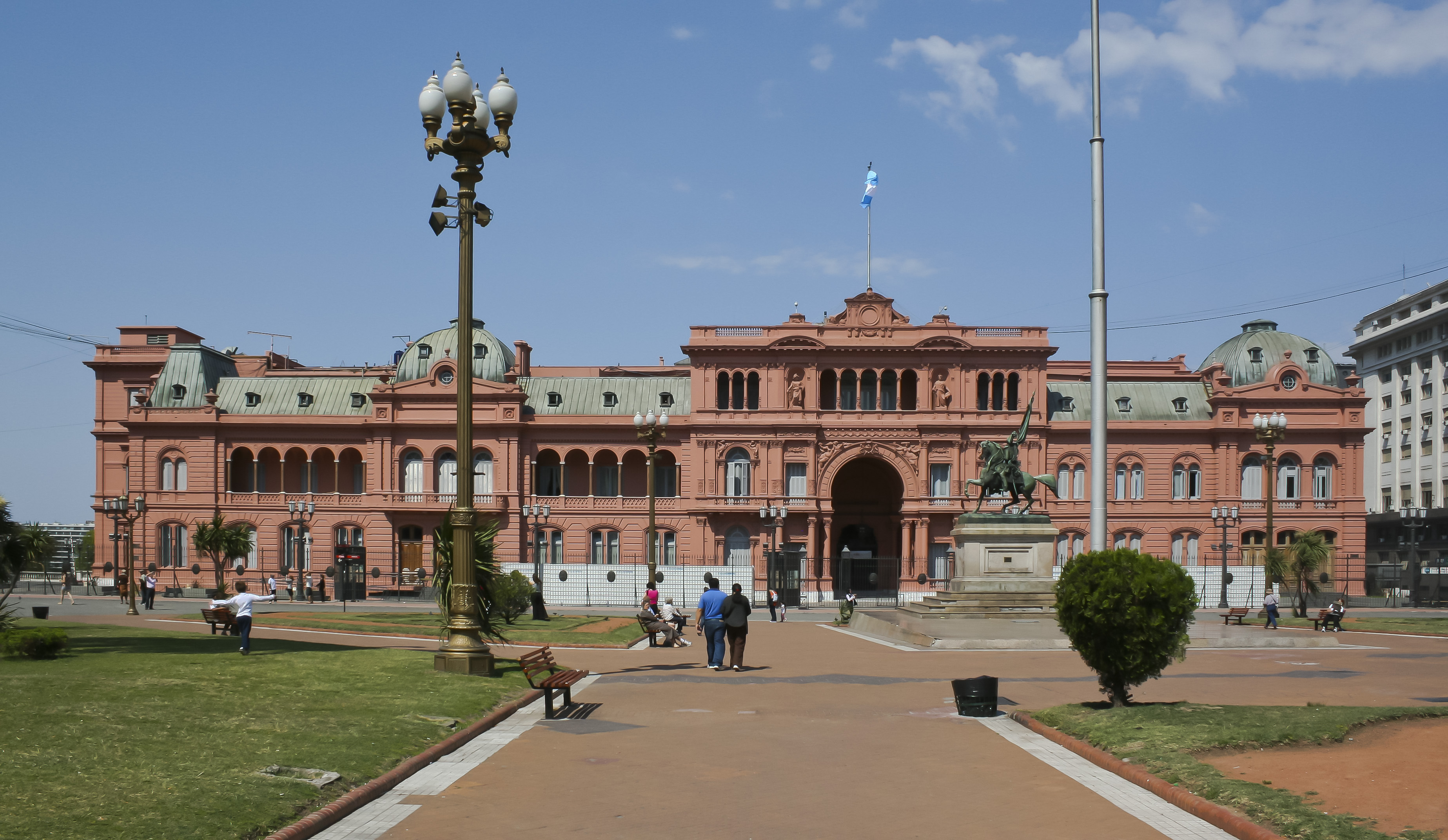
La Casa Rosada

La sede de la Presidencia es la Casa Rosada, ubicada en la calle Balcarce, Ciudad Autónoma de Buenos Aires.